# Philipp Lehner
Philipp Lehner (* 9. September 1975) ist ein ehemaliger schweizerischer Fussballspieler. Der Mittelfeldspieler stand beim FC Zürich unter Vertrag.

## Karriere

### Verein
In seiner Jugend durchlief Lehner die Nachwuchsabteilung des FC Zürich. In der Saison 1995/1996 rückte er ins Kader der ersten Mannschaft auf und gab am 6. April 1996 sein Debüt in der höchsten Schweizer Spielklasse. Insgesamt absolvierte er fünf Testspiele und ein Ligaspiel für die erste Mannschaft.